# Кефели, Аарон Моисеевич
Ааро́н Моисе́евич Кефели́ (1849 — 2 [15] сентября 1913, Мелитополь, Таврическая губерния) — караимский газзан и гахам.

## Биография
Родился в 1849 году в семье караимского меламмеда, евпаторийского мещанина Моисея Яковлевича Кефели (1812—1884) и Сары Ходжаш (ум. 1900, Симферополь). Традиционное образование с присвоением звания «рибби» получил в мидраше. Некоторое время вместе с семьёй проживал в Николаеве. В 1892 году переехал в Кременчуг для исполнения обязанностей газзана караимского молитвенного дома, каковым был утверждён 27 сентября 1894 года предписанием Полтавского губернского правления. В годы службы в Кременчуге не раз отмечался правительственными наградами, в том числе за то, что благодаря ему кременчугская караимская община обогатилась приобретённой недвижимостью. В 1907 году уволился по собственному желанию в связи с заключением им договора об исполнении в течение трёх лет обязанностей «Гахам-Акбар» египетской караимской общины. Но в том же году в августе месяце был вынужден вернуться в Россию из-за возникших с египетскими караимами разногласий и незнания арабского языка. Свои впечатления о пребывании в Каире А. М. Кефели записал в дневнике, позже опубликованном в России. В Кременчуге он вновь занял должность младшего газзана. Пробыв здесь год, переводится на пост старшего газзана в Мелитополь. В ноябре 1910 года вместе с М. С. Камбуром представлял мелитопольскую общину на первом Всероссийском национальном караимском съезде в Евпатории. 4 января 1912 года на похоронах гахама С. М. Панпулова произнёс траурную речь на древнееврейском языке.
Современники А. М. Кефели отмечали его скромность, отзывчивость и внимательное отношение к нуждам своих прихожан, а также знание караимских напевов, которые исполнялись им ровным и красивым голосом.
Умер 2 (15) сентября 1913 года в Мелитополе.

### Семья
Был женат на дочери бахчисарайского мещанина Гулюш Бераховне Ходжаш и имел от неё троих детей:
- Моисей Ааронович Кефели (1885 — ?) — инженер-технолог, выпускник Санкт-Петербургского практического технологического университета (1915)[8]
- Сарра Аароновна Кефели (1893 — ?)
- Эсфирь Аароновна Кефели (1900 — ?)

Родной брат — Иосиф Моисеевич Кефели (1846—1927), служил газзаном в Симферополе и Одессе.

## Награды
- Темно-бронзовая медаль «За труды по первой всеобщей переписи населения» (1897)[2]
- золотая медаль с надписью «За усердие» для ношения на груди на Станиславской ленте (1904)[9]
- золотая медаль с надписью «За усердие» для ношения на шее на Станиславской ленте (1908)[10]